# C/o
c/o, anche ℅ o nella forma maiuscola C/O, è un'abbreviazione utilizzata nelle spedizioni postali per indicare un soggetto diverso dal destinatario, ma a cui è materialmente indirizzato il messaggio. È sinonimo di "presso".
L'abbreviazione prende origine dalla locuzione inglese care of (che letteralmente significa «a cura di») inteso come "domiciliato presso" e originariamente aveva lo scopo di permettere il recapito della posta a persone alloggiate presso altri e quindi senza indirizzo proprio oppure non presenti al proprio indirizzo. Il relativo carattere è codificato in Unicode come U+2105.

## Utilizzo
Il simbolo viene solitamente collocato sotto il nome del destinatario reale della missiva, sotto o a fianco del simbolo si indica invece la persona o ente residente all'indirizzo indicato.

Per fare un esempio, in presenza di una missiva indirizzata ad una persona chiamata Mario Rossi che alloggia presso Annabella Lettiere, che è il nome riportato sulla casella della posta, l'indirizzo verrà indicato nella maniera seguente:
Mario Rossi
c/o Annabella Lettiere
via Regina dei Gigli 98
00137 Roma (RM)
La signora Lettiere, quando svuoterà la casella postale, provvederà a consegnare la missiva al signor Rossi.

Si può scrivere un indirizzo più dettagliato come il seguente:
Mario Rossi
via Regina dei Gigli, 98
4° Piano, Scala D (c/o Annabella Lettiere)
Roma, Roma 00137